# Claude Audran detto il Giovane

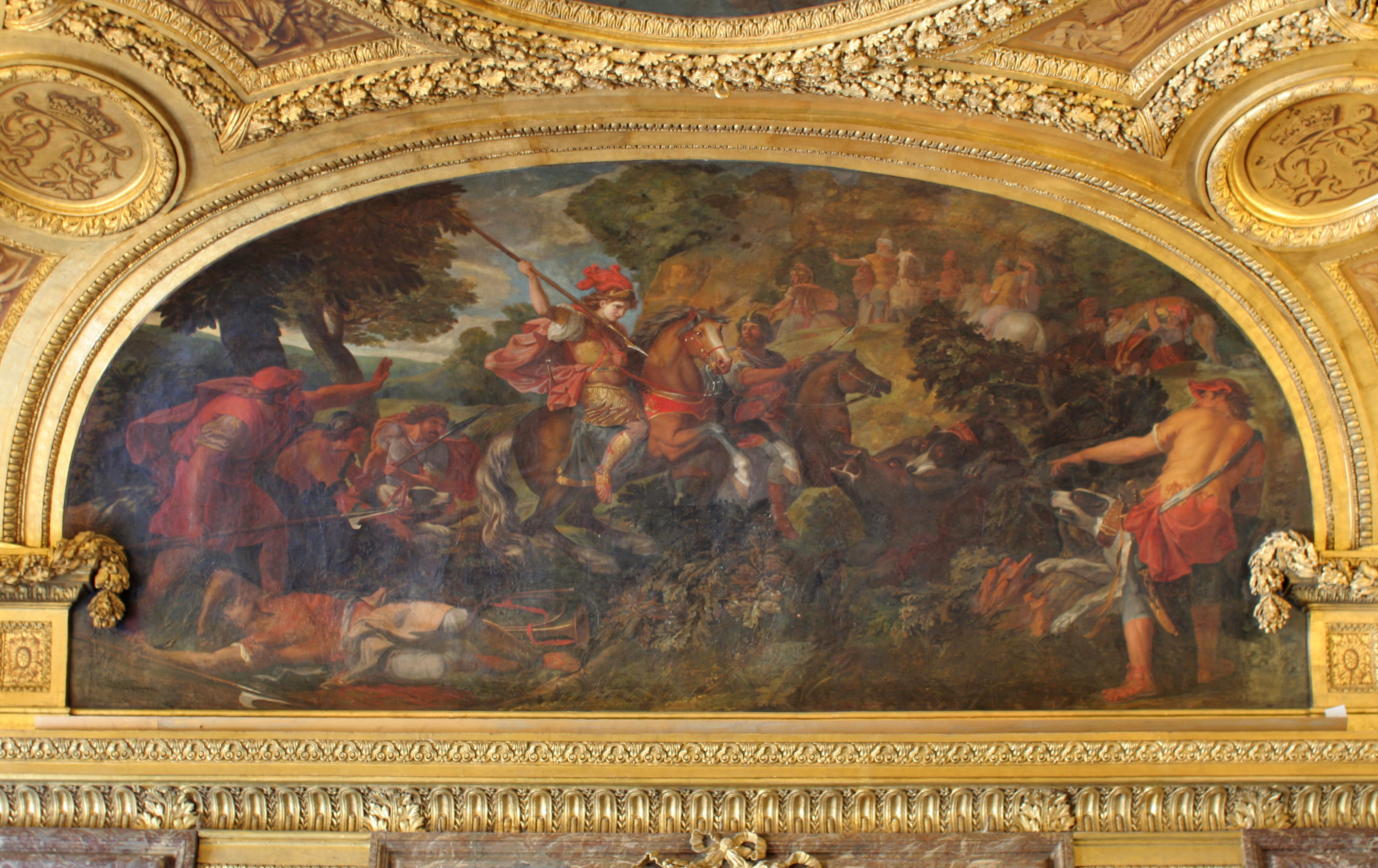
Claude Audran II, Ciro alla caccia del cinghiale - Versailles

Claude Audran, detto il Giovane (Lione, 27 marzo 1639 – Parigi, 4 gennaio 1684), è stato un pittore francese.

## Biografia
Figlio dell'incisore Claude Audran I, è conosciuto anche come Claude Audran II. Studiò a Parigi con suo zio, l'incisore Charles Audran e fece un viaggio d'istruzione in Italia. Fu allievo di Charles Le Brun, sotto la cui guida dipinse nella cappella del castello di Sceaux. Si dedicò in particolare alla pittura decorativa e predilesse soggetti mitologici e storici, ma non trascurò soggetti religiosi. Fu uno degli artisti preferiti dal re Luigi XIV di Francia, per il quale lavorò nel castello di Versailles e alle Tuileries. I suoi soffitti, dagli effetti scorciati arditi, sono inseriti in preziose cornici di stucco dorate a oro zecchino, e sono carichi di colori e di figure in movimento. È il pittore che, forse, più di ogni altro, ha interpretato il fasto e la luminosità della reggia del Re Sole.

### Opere
Per la chiesa dei Teatini dipinse la tela San Gaetano; una Ultima Cena fu da lui donata all'Académie royale de peinture et de sculpture, dove fu accolto il 27 marzo 1675. La Decollazione del Battista è una sua tela, offerta dalla corporazione degli Orafi alla cattedrale di Notre-Dame, nel 1674.
Per le Tuileries dipinse su tela le figure allegoriche La Storia e La Poesia, che furono usate come sopra caminetti. Alla Reggia di Versailles decorò ad affresco lo scalone con Le Nazioni asiatiche; nel Salone di Diana dipinse Ciro alla caccia del cinghiale, Giulio Cesare invia una colonia romana a Cartagine, e il Tempio di Diana. Decorò anche la Sala delle Guardie, con Marte sopra un carro trainato da lupi e nel Salone di Marte dipinse Cesare passa in rivista le legioni e Demetrio Poliorcrete assalta una città. Venere riceve le armi di Enea è una sua tela, collocata sopra un caminetto, a Versailles.

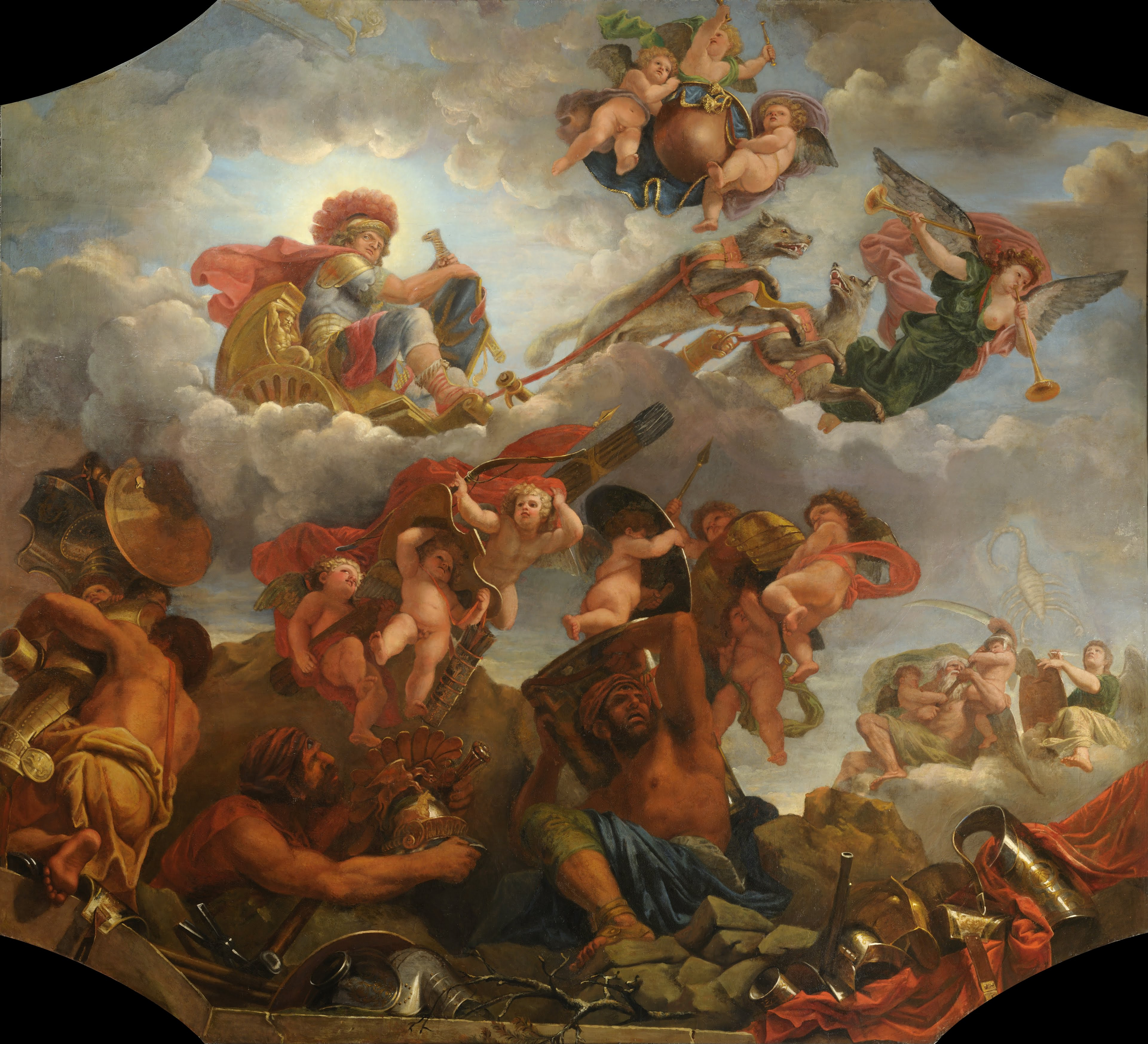
Claude II Audran. Marte sopra un carro tirato da lupi - Versailles

Nell'hôtel del libraio Antoine Dezallier due soffitti furono da lui decorati, con le figure allegoriche Aurora, Silenzio e Sonno e con un Ornato con libri, strumenti musicali scimmie e pappagalli. Per Antoine Dezallier dipinse una tela, rappresentante Caino che uccide Abele.
La figura allegorica La Pittura, da lui dipinta, fu incisa da suo fratello Gérard Audran per Le cabinet des Beaux-Arts.
Per la Chiesa di San Bruno della Certosa, a Lione, dipinse San Luigi seppellisce i soldati dopo l'assedio di Tunisi e tele con san Bruno e altri santi.
Il miracolo dei cinque pani, sua tela del 1683, oggi è nella chiesa Notre-Dame-des-Blancs-Manteaux, a Parigi: è questa la sua ultima opera e fu incisa dal nipote Jean Audran. Il suo San Bruno fu invece inciso da suo fratello Gérard Audran e i Dodici mesi dell'anno furono incisi da suo nipote Benoît Audran detto il Vecchio.